# Désaxage
Le désaxage en sport est une sortie de la ligne principale d’action. Elle est réalisée de façon partielle ou totale (c’est-à-dire avec une portion ou la totalité du corps).

En sport d’opposition, le désaxage est une action offensive ou défensive qui consiste à se décentrer de la ligne directe d’affrontement (axe direct voire indirect).

Il peut être réalisé : 
- sans déplacement des appuis au sol cela à l’aide d’un mouvement latéral de buste (retrait de buste). Exemple : en handball, tir en appui avec une inclinaison latérale du tronc.
- avec un déplacement des appuis au sol. On parlera ici plus précisément de pas de décalage ou de débordement. Exemple en boxe : pas de côté pour trouver un angle d’attaque sur des cibles adverses.

## Ensports de combat de percussion
Dans les sports de combat de percussion (activités pugilistiques, escrime), il consiste à réaliser un décentrage du buste de l’axe direct d’affrontement sans déplacement des appuis au sol. Il s’exécute en situation défensive comme offensive. Cette activité est nécessaire pour éviter d’être atteint dans l’axe direct par l’adversaire dans trois cas : 
- lors d’une attaque adverse dans l’axe direct (défense par esquive latérale du tronc) ;
- lors d’une contre-offensive personnelle (contrôle, coup d’arrêt, coup de contre ou riposte) ;
- lors d’une offensive personnelle.

Il existe différentes façons de s’incliner latéralement : 
- en gardant le tronc face à l’opposant ;
- en procédant à une torsion du buste d’un quart de tour (environ), la poitrine ou le dos légèrement orientés vers axe direct d’affrontement.

## Illustration enboxe

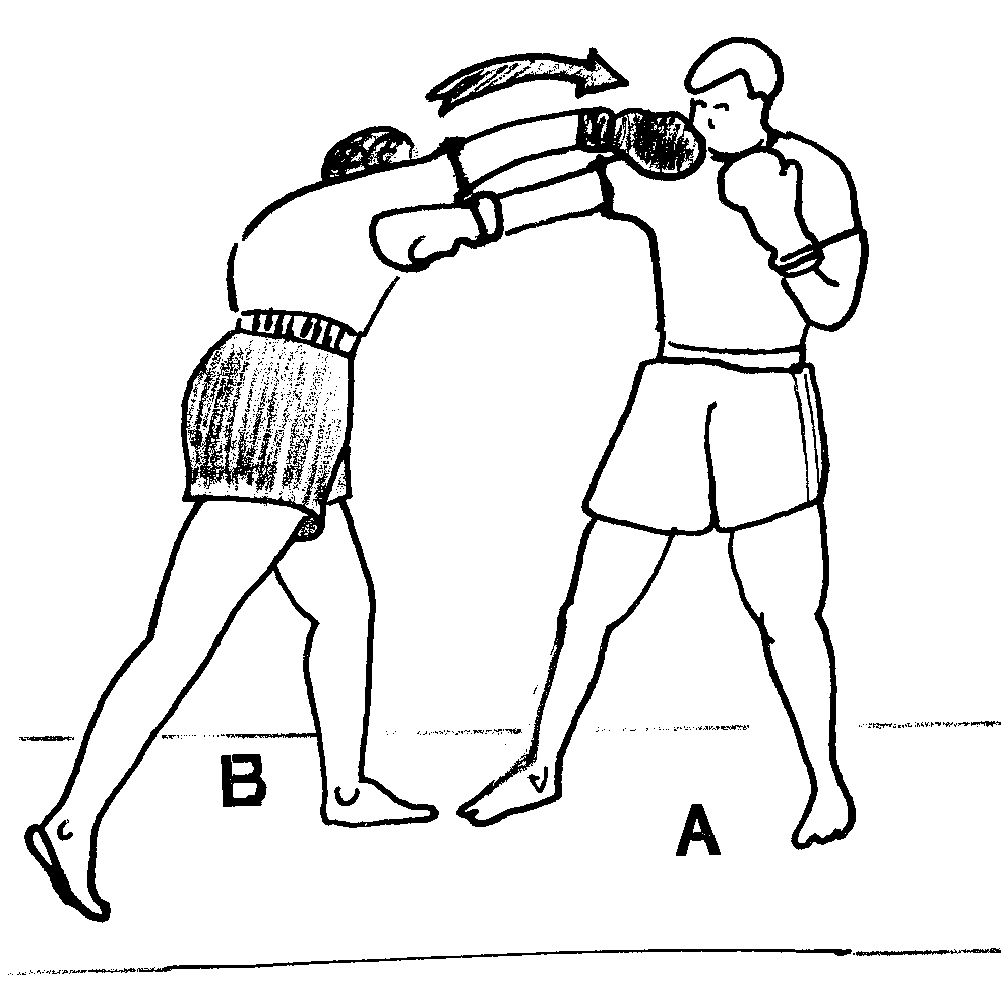
Attaque en cross avec inclinaison latérale
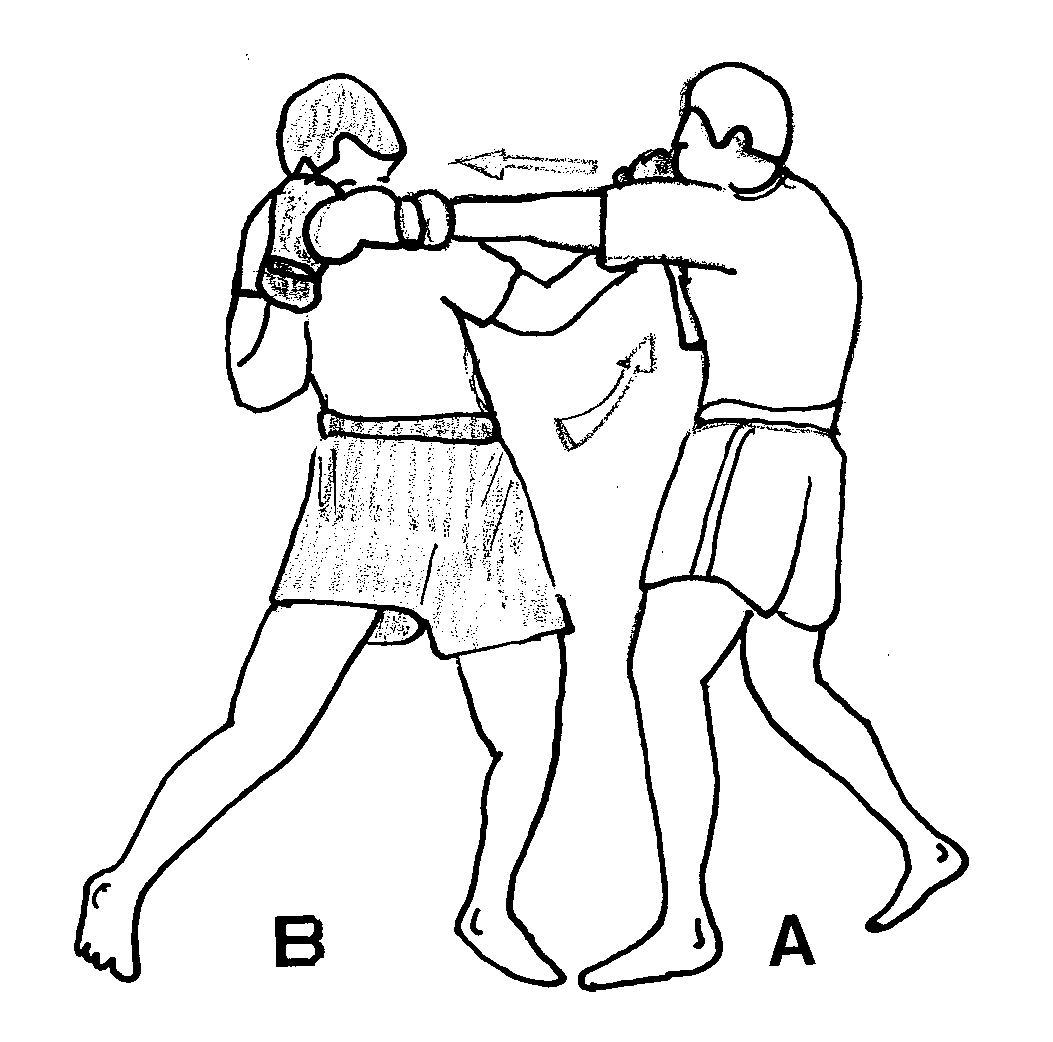
Coup de contre en bolo-punch du bras avant avec déport du tronc lors d’une attaque en jab à la face
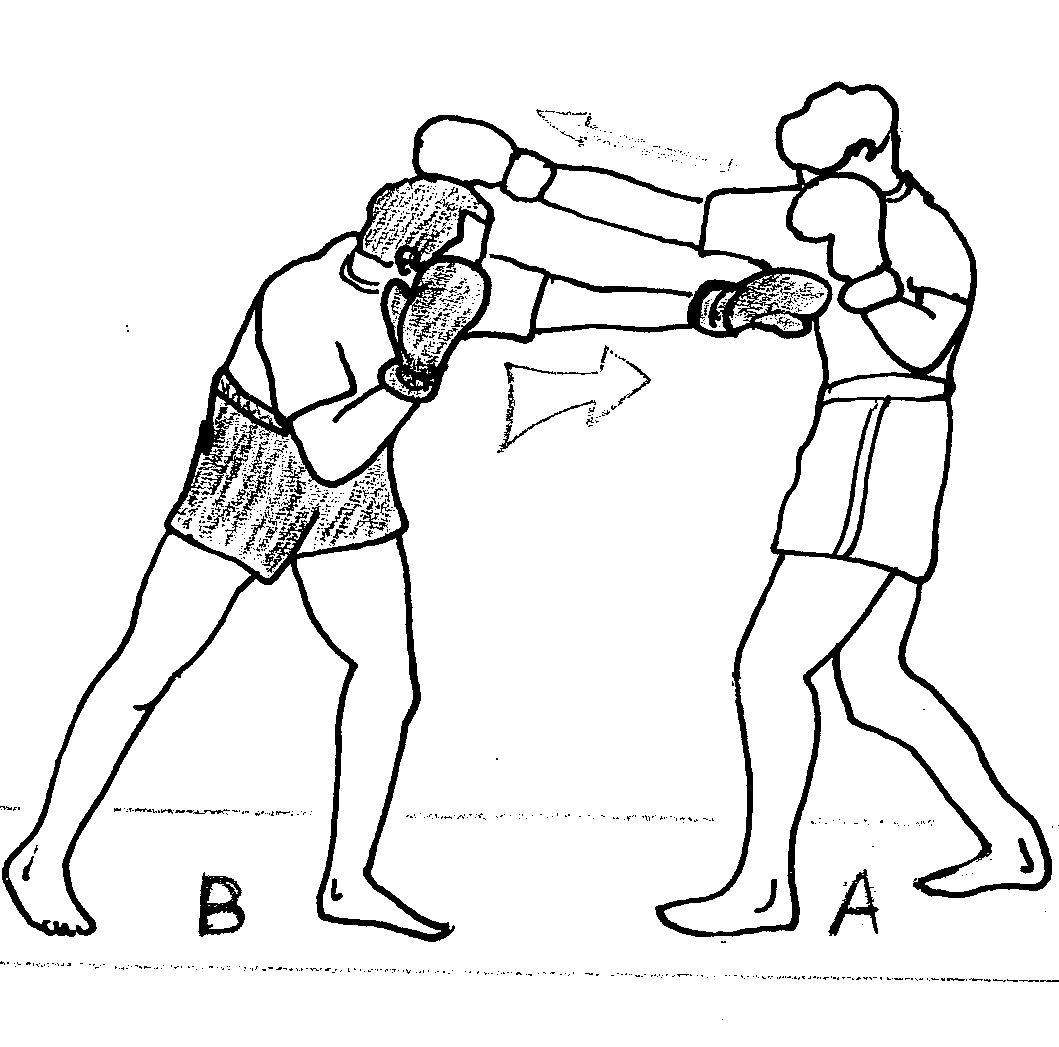
Coup de contre en direct (boxe) au corps avec une inclinaison latérale lors d’une attaque en cross à la face

## Sources
- Alain Delmas, 1. Lexique de la boxe et des autres boxes (Document fédéral de formation d’entraîneur), Aix-en-Provence, 1981-2005 – 2. Lexique de combatique (Document fédéral de formation d’entraîneur), Toulouse, 1975-1980.
- Jack Dempsey, Championship fighting, Ed. Jack Cuddy, 1950
- Gabrielle & Roland Habersetzer, Encyclopédie des arts martiaux de l'Extrême-Orient, Ed. Amphora, Paris, 2000
- Louis Lerda, J.C. Casteyre, Sachons boxer, Ed. Vigot, Paris, 1944